# Shahrestān di Darrehshahr
Lo shahrestān di Darrehshahr (farsi شهرستان دره‌شهر) è uno dei 9 shahrestān della provincia di Ilam, il capoluogo è Darrehshahr. Lo shahrestān è suddiviso in 3 circoscrizioni (bakhsh):
- Centrale (بخش مرکزی)
- Badreh (بخش بدره), con la città di Badreh.
- Majin (بخش ماژین)